# Stig Gustafsson (fotbollsspelare född 1931)
Stig Gustaf "Vammar" Gustafsson, född 15 september 1931 i Västra Eds församling, död 27 december 2018, var en svensk fotbollsspelare (ytterhalv).
Gustafsson föddes i Västra Eds församling men flyttade 1943 till Vammar utanför Valdemarsvik, och han inledde sin fotbollskarriär i Valdemarsvik innan han 1953 flyttade till IK Sleipner i Norrköping. Han blev efter en säsong aktuell för Sleipners stadsrivaler IFK Norrköping. De båda klubbarna hade dock en pakt om att inte värva spelare från varandra, och för att kringgå detta lät man Gustafsson värvas av Kalmar FF, där han spelade nio matcher våren 1955. Sommaren 1955 kom han så till IFK Norrköping, där han spelade 97 allsvenska matcher (4 mål) tills han lade skorna på hyllan 1961. Med IFK Norrköping blev han svensk mästare tre gånger; 1956, 1957 och 1960. Vintern 1961 var han utlånad till IFK Göteborg på deras Fjärran östern-turné.
År 1958 spelade Gustafsson en B-landskamp för Sverige.